# Gedeón Guardiola
Gedeón Guardiola Villaplana (Petrel, Alicante, 1 de octubre de 1984) es un jugador español de balonmano. Actúa como pivote y juega en el BM Nava de la Liga Asobal. Es internacional con la selección de balonmano de España desde 2011.
Es hermano gemelo de Isaías Guardiola, también jugador de balonmano.

## Clubes
- BM. Petrer (1996-2001)
- BM. Valencia (2001-2005)
- S.D. Teucro (2005-2008)
- BM. Ciudad de Logroño (2008-2009)
- Portland San Antonio (2009-2012)
- Rhein-Neckar Löwen (2012-2020)
- TBV Lemgo (2020-2023)
- HC Erlangen (2023-2024)
- BM Nava (2024-2025)

## Palmarés

### Selección nacional
| Juegos Olímpicos   | Juegos Olímpicos          | Juegos Olímpicos  | Juegos Olímpicos |
| Año                | Lugar                     | Medalla           |                  |
| ------------------ | ------------------------- | ----------------- | ---------------- |
| 2020               | Tokio                     | Medalla de bronce |                  |
| Campeonato Mundial |                           |                   |                  |
| Año                | Lugar                     | Medalla           |                  |
| 2013               | España                    | Medalla de oro    |                  |
| 2021               | Egipto                    | Medalla de bronce |                  |
| 2023               | Polonia y Suecia          | Medalla de bronce |                  |
| Campeonato Europeo |                           |                   |                  |
| Año                | Lugar                     | Medalla           |                  |
| 2014               | Dinamarca                 | Medalla de bronce |                  |
| 2016               | Polonia                   | Medalla de plata  |                  |
| 2018               | Croacia                   | Medalla de oro    |                  |
| 2020               | Austria, Noruega y Suecia | Medalla de oro    |                  |
| 2022               | Hungría y Eslovaquia      | Medalla de plata  |                  |

### Rhein-Neckar Löwen
- Copa EHF (1): 2013
- Liga de Alemania de balonmano (2): 2016, 2017
- Copa de Alemania de balonmano (1): 2018
- Supercopa de Alemania de balonmano (3): 2016, 2017, 2018

### TBV Lemgo
- Copa de Alemania de balonmano (1): 2020

### Distinciones individuales
- Finalista a Mejor Deportista Masculino de 2012, 2013 y 2014 en los Premios Deportivos Provinciales de la Diputación de Alicante